# Чорногорська мова
Чорного́рська мо́ва (чорн. crnogorski jezik / црногорски језик) — стандартизований варіант сербохорватської мови, який використовується переважно у Чорногорії. Належить до групи південнослов'янських мов
Стандартизована чорногорська базується на найпоширенішому наріччі сербохорватської мови — штокавському (конкретно — на східногерцеговинському), що є основою також хорватської, сербської та босняцької мов.

## Історія
Історично чорногорці були залежними від сербів. За часів існування Югославії через схожість діалекту на території Чорногорії на сербської мови, вважалося, що це одне й те саме. Однією з відмінностей чорногорської від сербської — ієкавиця в чорногорській і екавиця в сербській.

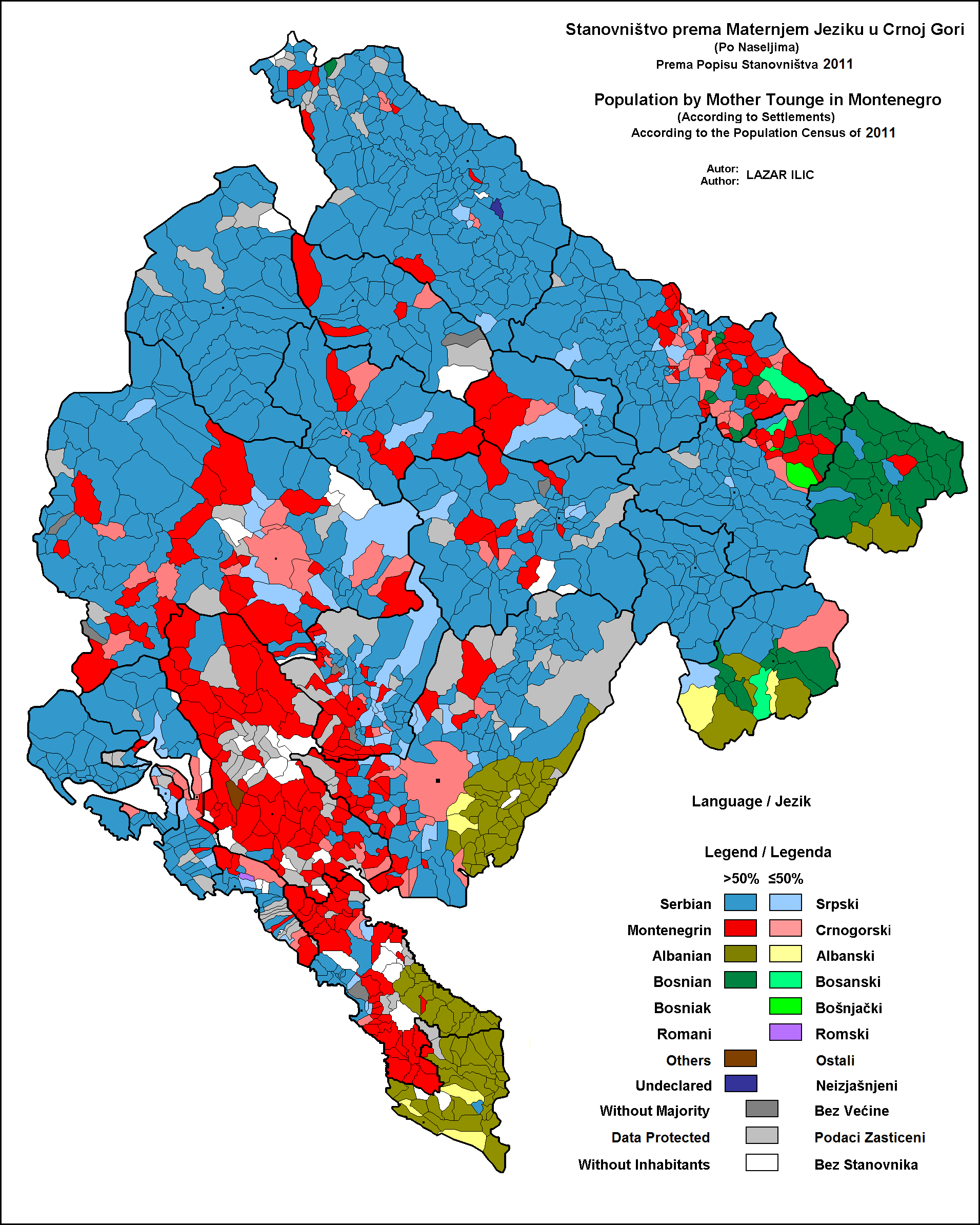
Мовна карта Чорногорії:

У статусі окремої мови чорногорська була лише у самій Чорногорії, але через плани вступу до НАТО та ріст націоналізму 13 грудня 2017 Міжнародна організація зі стандартизації визнала чорногорську окремою від сербської. Мову Чорногорії історично та традиційно називали сербською. Ідея чорногорської мови, окремої від сербської, виникла у 2000-х по розпаді спільної федеративної держави. Чорногорська стала офіційною мовою країни 22 жовтня 2007 року, коли було прийнято нову конституцію країни, а саме:
Član 13
Službeni jezik u Crnoj Gori je crnogorski jezik. Ćirilično i latinično pismo su ravnopravni. U službenoj upotrebi su i srpski, bosanski, albanski i hrvatski jezik.
Стаття 13
Офіційною мовою в Чорногорії є чорногорська. Кирилиця і латиниця рівні. Сербська, боснійська, албанська та хорватська також є в офіційному вжитку.
Літературний стандарт мови досі доповнюється. Правопис було закріплено 10 липня 2009 року з додачею двох літер до абетки (лат. Ś та Ź, кир. С́ та З́). Ці літери вживаються у двох випадках. Перший — внаслідок йотації приголосних S і Z відповідно: śever, śenokos, śenica, śekira, pośeći, śen, śedalo, uśeka, preśeći, śetiti se, śekirati se, śednik, śednica, śeđeti, śekirica, pośeklica, śenina, śetan, zaśesti, zaśeda, guśenica, śeme, śeverozapad; źenica, iźesti, iźeden, iźelica, koźavina, koźi замість sjever, sjenokos, sjenica, sjekira, posjeći, sjen, sjedalo, usjeka, presjeći, sjetiti se, sjekirati se, sjednik, sjednica, sjeđeti, sjekirica, posjeklica, sjenina, sjetan, zasjesti, zasjeda, gusjenica, sjeme, sjeverozapad, zjenica, izjesti, izjeden, izjelica, kozjevina, kozji. Другий — без впливу йотації: Miśo, Daśko, Maśo, Veśo, Muśo, Maśa, Śota, Śagovići, Śuma, Źana, Źagora, Źajo, muś, guś, iś, śago, śecati, śeka, śera>.

## Письмо

### Абетка
Після укладення правопису 2009 року особливості чорногорської вималювалися в алфавіті. За нормою правопису в чорногорській мові є 32 та 31 літери в латинській та кириличній абетках відповідно, два варіанти алфавіту, а саме:
Латиниця

| A a | B b   | C c | Č č | Ć ć | D d | Dž dž | Ð đ   | E e |
| F f | G g   | H h | I i | J j | K k | L l   | Lj lj | M m |
| N n | Nj nj | O o | P p | R r | S s | Š š   | Ś ś   | T t |
| U u | V v   | Z z | Ž ž | Ź ź |     |       |       |     |

При чому:
- Диграфи «Dž», «Lj» та «Nj» вважаються окремими літерами, що, наприклад помітно в кросвордах.

Кирилиця

| А а | Б б | В в | Г г | Д д | Ђ ђ | Е е | Ж ж | З з |
| З́ з́ | И и | Ј ј | К к | Л л | Љ љ | М м | Н н | Њ њ |
| О о | П п | Р р | С с | С́ с́ | Т т | Ћ ћ | У у | Ф ф |
| Ц ц | Ч ч | Џ џ | Ш ш |     |     |     |     |     |

### Звуки
| Буква    | Буква    | Відповідник української абетки | Звуки за МФА |
| Латиниця | Кирилиця | Відповідник української абетки | Звуки за МФА |
| -------- | -------- | ------------------------------ | ------------ |
| A a      | А а      | А а                            | [a], [ɑ]     |
| B b      | Б б      | Б б                            | [b]          |
| C c      | Ц ц      | Ц ц                            | [t͡s]         |
| Č č      | Ч ч      | Ч ч                            | [t͡ʃ]         |
| Ć ć      | Ћ ћ      | Чь чь                          | [t͡ɕ]         |
| D d      | Д д      | Д д                            | [d]          |
| Dž dž    | Џ џ      | Дж дж                          | [d͡ʒ]         |
| Đ đ      | Ђ ђ      | Джь джь                        | [d͡ʑ]         |
| E e      | Е е      | Е е                            | [e], [ɛ]     |
| F f      | Ф ф      | Ф ф                            | [f]          |
| G g      | Г г      | Ґ ґ                            | [ɡ]          |
| H h      | Х х      | Х х                            | [x]          |
| I i      | И и      | І і                            | [i], [iː]    |
| J j      | Ј ј      | Й й                            | [j]          |
| K k      | К к      | К к                            | [k]          |
| L l      | Л л      | Л л                            | [l]          |
| Lj lj    | Љ љ      | Ль ль                          | [lʲ]         |
| M m      | М м      | М м                            | [m]          |
| N n      | Н н      | Н н                            | [n]          |
| Nj nj    | Њ њ      | Нь нь                          | [nʲ]         |
| O o      | О о      | О о                            | [o], [ɔ]     |
| P p      | П п      | П п                            | [p]          |
| R r      | Р р      | Р р                            | [r]          |
| S s      | С с      | С с                            | [s]          |
| Š š      | Ш ш      | Ш ш                            | [ʃ]          |
| Ś ś      | С́ с́      | Шь шь                          | [ɕ]          |
| T t      | Т т      | Т т                            | [t]          |
| U u      | У у      | У у                            | [u], [uː]    |
| V v      | В в      | В в                            | [v]          |
| Z z      | З з      | З з                            | [z]          |
| Ž ž      | Ж ж      | Ж ж                            | [ʒ]          |
| Ź ź      | З́ з́      | Жь жь                          | [ʑ]          |

## Характеристика
У самій чорногорській мові можна розрізнити два діалекти: східногерцеговинський на заході й північному заході та зетсько-південносанджацький на всій іншій території.
За останнім переписом населення 2011 року чорногорську мову рідною вважали 36,97 % мешканців країни, а сербську — 42,88 %. Хоча ще 1991 року більшість уважала себе носіями єдиної сербсько-хорватської мови. На тлі національного відродження шкільний предмет «Сербська мова» 2004 року було перейменовано на «Рідну мову» (чорногорську, сербську, хорватську чи боснійську). 10 липня 2009 року затверджено правопис чорногорської мови.
Існує письмо й латинською (гаєвиця), й кириличною абетками (вуковиця), та латинка стає дедалі поширенішою серед прибічників самостійної чорногорської мови. На відміну від сербської існують три додаткові літери Ś [ç], Ź [ʝ] і З [ʣ]. Проте ці звуки вживаються ще й у Герцеговині та Боснійській країні, а в самій Чорногорії — не всюди.
- A B C Č Ć D Dž Đ E F G H I J K L Lj M N Nj O P R S Š Ś T U V Z Ź Ž.
- А Б Ц Ч Ћ Д Џ Ђ Е Ф Г Х И Ј К Л Љ М Н Њ O П Р С Ш С́ Т У В З З́ Ж.